# 直言命題
直言命题是陈述一个类与另一个类之间的包含关系的命题。在经典逻辑看来，直言命题是演绎推理的基本构件。
直言命题可以根据其“质”和“量”分为四种标准直言命题：
- 全称肯定命题（A命题）：所有S是P。

- 全称否定命题（E命题）：没有S是P。

- 特称肯定命题（I命题）：有S是P。

- 特称否定命题（O命题）：有S不是P。

A、E、I、O的命名是基于拉丁语affirmo（我肯定），以及nego（我否认）。大量句子都可以翻译成这些标准形式之一，同时保留其全部或大部分的原始含义。
四种标准直言命题之间有四种对立关系（opposition）：矛盾关系、反对关系、下反对关系、差等关系。它们可以用对立四边形图示。通过对当关系可以作出直接推理。
由三个直言命题（两个作为前提， 一个作为结论）组成的论证被称为直言三段论，属于间接推理。

## 类、质、量与周延
类
类（class）是共有某种特定属性的对象的汇集。
质
如果一个命题肯定了类与类之间的包含关系，那么该命题的质是肯定的（affirmative），反之是否定的（negative）。
量
如果一个命题述及主项所指称的类的所有成员，那么该命题的量是全称的（universal）；如果只述及某些成员，那么就是特称的（particular）
周延
如果一个命题述及一个词项所指称的类的所有成员，那么该词项在命题中周延（distribute）。在A、E、I、O命题中，词项的周延各不相同。A命题主项周延，E命题主项、谓项都周延，I命题主项、谓项都不周延，O命题谓项周延。

## 引用
1. ↑  . Routledge. 2019: 151. ISBN 978-1-315-14401-6.